# Мостище (Вараський район)
Мости́ще — село в Рафалівській селищній громаді Вараського району Рівненської області України. Населення становить 173 осіб.

## Географія
Село розташоване на березі річки Вирки.

## Населення
За переписом населення 2001 року в селі мешкала 171 особа. 100 % населення вказали своєї рідною мовою українську мову.